# José Geraldo Vieira
José Geraldo Manuel Germano Correia Vieira Machado Drummond da Costa, mai cunoscut sub numele de José Geraldo Vieira, (n. 16 aprilie 1897 – d. 17 august 1977, São Paulo, São Paulo, Brazilia) a fost un scriitor, traducător și critic literar brazilian. A devenit celebru prin scrierea unor romane urbane, în care au loc diferite conflicte de diferite nuanțe naționale, desconsiderat de mulți dintre scriitorii contemporani de ficțiune. Considerat de critici drept unul dintre cei mai valoroși scriitori contemporani, a cultivat, în cei peste 40 de ani de carieră, genuri literare diverse precum poezia, povestirea, romanul, eseul și biografia.

## Biografie
Originar din insulele Azore, Vieira s-a născut în Brazilia, dar a apărut o legendă că s-ar fi născut în Porto Judeu din Azore. Pe lângă cariera literară, José Geraldo Vieira a practicat medicina și a fost timp de 15 ani profesor la Faculdade Cásper Líbero din São Paulo. A fost membru al Academia Paulista de Letras din São Paulo, unde a ocupat scaunul nr. 39 (înaintea lui Monteiro Lobato), și a scris articole de critică plastică în ziarul Folha de S. Paulo și în revista Habitat.
Ca traducător, a tradus în portugheză opere de renume ale scriitorilor francezi și italieni. În anii 1950 și-a asumat poziția de membru titular al Bienal Internacional de Arte de São Paulo. A murit în 1977, la vârsta de 80 de ani, din care peste jumătate i-a dedicat literaturii.

## Activitatea literară
Poemul în proză O Triste Epigrama, publicat în 1920, marchează debutul său în literatură. El are o coloratură epică, având pe fundal imagini din Grecia Antică și din mitologia greacă. Un om singuratic care și-a pierdut memoria rătăcește pe străzile orașului, oscilând între nebunie și rațiune. Destinul personajului este manipulat spre plăcerea zeilor, aspect evidențiat în citate precum:
| “ | Cine era fericit să-și arunce inelul în valuri, ...pentru ca privirea zeilor să poată fi deviată departe... | ” |

Cu toate acestea, criticii literari consideră adesea „cartea-reportaj” A Quadragésima Porta (1943) drept capodopera sa. Scriitorul prezintă viața de zi cu zi dintr-o agenție de știri internaționale, referindu-se în unele pasaje la istoria primului birou de traducere a știrilor internaționale fondat în 1832 de către francezul Charles-Louis Havas – și care, mai târziu, va deveni Agenția Havas.
În Mansarda Acesa (1975), o colecție de 14 poeme alegorice despre efemeritatea vieții, autorul imprimă textului o estetică clasicistă, cu o abundență de construcții metalingvistice și metaliterare, înrudită cu tensiunea critică și problematică a neo-realismului din anii 1930.
În Território Humano Geraldo Vieira amestecă autobiografia și ficțiunea. Acest bildungsroman se încheie cu o tragedie de proporții grecești și citează numeroase lucrări ale canonului occidental.

### Caracteristici de stil
Cele mai multe dintre personajele lui José Geraldo Vieira alcătuiesc un cadru de ambianță cosmopolită, unde se confruntă cu probleme atemporale ce au preocupat mereu omenirea. Ca urmare, aproape întreaga ficțiune literară este populată cu reprezentările clasice ale unei burghezii educate și bogate (inspirate de „la belle époque” pariziană) și cu căutarea sa neîncetată a valorilor.
Limba, la rândul său, este erudită și exprimă o bogăție de intenții simbolice la nivel de poveste și de decor, cu aranjamente lexicale superbe.

## Cărți publicate
- O Triste Epigrama (1919)
- A Mulher que Fugiu de Sodoma (1931)
- A Ronda do Deslumbramento (1932)
- Em torno do Instinto Sexual (1936)
- Território Humano (1936)
- A Quadragésima Porta (1944)
- A Túnica e os Dados (1947)
- Carta à Minha Filha em Prantos (1946)
- A Ladeira da Memória (1949)[7]
- O Albatroz (1951)
- Terreno Baldio (1961)
- Paralelo 16: Brasília (1967)
- A Mais que Branca (1973)
- Mansarda Acesa (1975)
- Crítica de Arte na Revista Habitat (postum, 2012)[8]
- Impressões e expressões (postum, 2016)[9]